# رالف إدوارد دودغ
رالف إدوارد دودغ (بالإنجليزية: Ralph Edward Dodge)‏ هو كاتب سير ذاتية أمريكي، ولد في 25 يناير 1907 في مقاطعة ديكينسون في الولايات المتحدة، وتوفي في 8 أغسطس 2008 في إنفيرنس في الولايات المتحدة.